# Ghiacciaio Tocci
Il ghiacciaio Tocci è un ghiacciaio vallivo lungo circa 15 km situato sulla costa di Borchgrevink, nella regione nord-occidentale della Dipendenza di Ross, in Antartide. In particolare, il ghiacciaio, il cui punto più alto si trova a circa 2000 m s.l.m., ha origine nella parte centrale dell'estremità sud-orientale dei monti dell'Ammiragliato e da qui fluisce verso sud-sud-ovest, a partire dal versante sud-occidentale del monte Lozen e scorrendo fino a unire il proprio flusso a quello del ghiacciaio Tucker.

## Storia
Il ghiacciaio Tocci è stato mappato per la prima volta dallo United States Geological Survey grazie a fotografie aeree scattate dalla marina militare statunitense (USN) nel periodo 1960-64, e così battezzato dal comitato consultivo dei nomi antartici in onore dell'operatore meteorologico della USN Joseph J. Tocci II, in servizio alla stazione McMurdo nel 1967.